# Perspectiva de gènere
La perspectiva de gènere, és una aproximació crítica a la realitat que posa l’atenció en la construcció de la categoria de gènere, les relacions de poder i les desigualtats entre persones. La perspectiva de gènere és una mirada de tipus intel·lectual i polític, ja que es fonamenta en el saber produït pels estudis de gènere al llarg de la història del feminisme (per les científiques feministes i d'altres corrents crítics), i persegueix l’objectiu de conscienciar la ciutadania per a la superació de les desigualtats de gènere, enteses com a producte d’un procés històric, social i cultural. Adoptar aquesta perspectiva implica contrarestar altres mirades presentades i assumides com a neutrals o objectives, i que contribueixen a reproduir, naturalitzar i consolidar les desigualtats de gènere existents. En l’elaboració d’una acció planificada (llei, política o programa) comporta avaluar les implicacions d’aquesta per a les dones i els homes.

És un concepte cada cop més utilitzat en les polítiques públiques, significa bàsicament aproximar-se a qualsevol fenomen o realitat social a partir del gènere com una construcció social i de les relacions de poder derivats d'aquesta construcció. La integració de la perspectiva de gènere en la elaboració d'una acció planificada (llei, política, programa) implica avaluar les implicacions per a les dones i els homes d'aquesta.
Com assenyala Serret Bravo, analitzar o treballar quelcom amb perspectiva de gènere és l'acte d'aproximar-se a una realitat, posant l'atenció a la construcció de la categoria de gènere i les seves relacions de poder[1]. I, com qualsevol perspectiva, és com mirar la realitat amb unes determinades ulleres que ens permeten veure coses que, sense elles, no seríem capaces d'observar però que hi són. Aquestes ulleres ens ajuden a ampliar la visió o ressaltar les qüestions sobre el gènere que, sense les ulleres, ens podrien passar desapercebudes o semblar inexistents.
És un terme que fa referència a la consideració de les diferències entre homes i dones en un àmbit o una activitat determinats, amb l'objectiu de tenir-les en compte per trobar línies d'acció que permetin eliminar les desigualtats. Aquest terme està molt relacionat amb els termes transversalitat de gènere i transversalització de gènere, que sovint són més reconeguts a partir de la forma anglesa gender mainstreaming.[[1]]
La idea de fons de la transversalització de gènere és que les polítiques d'igualtat no s'apliquin només des d'un departament de govern específic, sinó que ho impregnin tot, i que en qualsevol actuació política, sigui de l'àmbit que sigui i es trobi en la fase que es trobi, es prenguin en consideració les diferències entre homes i dones, les diferents experiències dels uns i les altres i les diferents implicacions que allò que es preveu fer pot tenir sobre cadascun d'aquests dos grups.[2]

## Etimologia
Sovint gender mainstreaming també pot traduir-se contextualment en català per transversalitat de gènere, que és una solució més simple i natural, però cal tenir present que el substantiu transversalitat designa una qualitat, mentre que l'anglès mainstreaming (i igualment transversalització) designa una acció.
El nucli transversalització (paral·lel formalment a altres substantius com ara generalització, industrialització o popularització, vinculats a processos i operacions) és un derivat del verb transversalitzar, derivat, al seu torn, de l'adjectiu transversal. En sentit recte, l'adjectiu transversal s'aplica a allò ‘que travessa una direcció donada', però en sentit figurat també té relació, segons recullen ja alguns diccionaris catalans, amb allò ‘que abasta tots els elements d'un sistema en un moment determinat'. Transversalització de gènere és, doncs, l'acció de fer transversal o d'incloure arreu el gènere o, més específicament aquí, la perspectiva de gènere. Noteu, d'altra banda, que gènere és un substantiu ja normatiu amb el sentit de “Sexe en funció dels trets, dels rols i de les funcions que li són culturalment associats”.

## Origen
L'origen del concepte s'ha de buscar a la IV Conferencia Internacional de la Dona que va tenir lloc a Pekin el 1995, conferencia que va ser un punt d'inflexió per a l'agenda mundial en igualtat de gènere. De la conferencia va resultar la Declaració i Plataforma d'Acció de Beijing que van adoptar tots els països integrants (189). Aquesta Declaració, orientada especialment a l'empoderament de les dones, especifica la necessitat de tenir en compte l'impacte de gènere en les actuacions dels governs, en concret, en el seu punt 38, els països es comnprometen a:
(…) garantir que totes les polítiques i programes reflecteixin una perspectiva de gènere. I en el punt 57 afirmen que: l'èxit de les polítiques i les mesures destinades a recolzar o reforçar la promoció de la igualtat de gènere i la millora de la condició de la dona ha de basar-se en la integració d'una perspectiva de gènere en les polítiques generals relacionades amb totes les esferes de la societat, així com en l'aplicació de mesures positives amb ajuda institucional i financera adequada en tots els nivells.

## La perspectiva de gènere a la Unió Europea
Amb posterioritat a la Conferència de Pekin, la UE va anar incorporant progressivament el posicionament de gènere en les seves actuacions. Així al 2003, el Parlament va adoptar una resolució sobre la integració de la perspectiva de gènere a nivell intern i va crear un Grup d'Alt nivell sobre Igualtat de Gènere i Diversitat per promoure aquesta perspectiva. També es va crear la Comissió de Drets de la Dona i Igualtat de Gènere (FEMMN) que és el principal organisme responsable d'incorporar la perspectiva de gènere en els sectors polítics. Aquesta comissió pot introduir la perspectiva de gènere en els treballs d'altres comissions sobre altres qüestions específiques.

## Implicacions
La perspectiva de gènere és una manera d'aproximar-se a la realitat i, per tant és una eina que ajuda a entendre-la. És necessari comptar amb eines que ajudin a identificar de quina manera les intervencions o accions impacten o condicionen els homes i les dones. Adoptar aquesta perspectiva implica contrarestar altres mirades presentades i assumides com a neutrals o objectives que ajuden a consolidar les desigualtats de gènere existents. A més també implica:
a) Una meta: l'equitat de gènere.
b) Canvis funcionals i estructurals: reorganització, millora, desenvolupament i avaluació dels processos de presa de decisions polítiques.
c) Processos polítics (noves maneres d'idear i enfocar les polítiques, canvis en la cultura organitzativa a institucional) i tècnics (disposar d'eines conceptuals i analítiques basades en l'anàlisi de gènere).
d) Involucrar els "agents ordinaris" de les "polítiques ordinàries": el procés d'elaboració de les polítiques es reorganitza de manera que els seus agents ordinaris sàpiguen com incorporar una perspectiva de gènere[2].

## Algunes referències per aplicar la perspectiva de gènere
La perspectiva de gènere s'aplica partint de les premisses plantejades i assumint les implicacions esmentades i es pot aplicar a qualsevol intervenció, projecte o política pública. Podem veure alguns plantejaments d'incorporació d'aquesta mirada inclusiva a àmbits tan diversos com la justícia, els pressupostos o les valoracions dels llocs de treball. A continuació es poden trobar algunes referències en les quals s'ha abordat l'aplicació de la perspectiva de gènere des d'una vessant aplicada.
- Des de la Justicia hi ha sentències on s'ha aplicat la perspectiva de gènere[3]
- La bretxa salarial és un dels indicadors de discriminació de gènere més coneguts i en gran part té molt a veure amb la valoració que es fa dels llocs de treball. Hi ha alguns sistemes que tenen en compte aquesta perspectiva a l'hora de dur a terme aquest procés:
- Valoración de puestos de trabajo con perspectiva de género
- Evaluación de los puestos de trabajo con perspectiva de género
- OIT: Promoción de la igualdad por medio de la evaluación no sexista de los empleos

Els pressupostos, especialment els públics, tenen un pes molt important a l'hora de corregir les desigualtats de gènere